# Trixton
Trixton, född 11 maj 2011 i USA, är en amerikansk varmblodig travhäst. Han tränades och kördes av Jimmy Takter.
Trixton tävlade åren 2013–2014 och sprang in 6,2 miljoner kronor på 19 starter varav 12 segrar, 2 andraplatser och 2 tredjeplatser. Bland hans främsta meriter räknas segrarna i Goodtimes Stakes (2014), Hambletonian Stakes (2014), Simcoe Stakes (2014) och en tredjeplats i Stanley Dancer Memorial (2014). Han var kullens fjärde vinstrikaste treåring 2014 i Nordamerika (efter Father Patrick, Nuncio och Shake It Cherry).
Han gjorde karriärens sista start den 20 september 2014 och har därefter varit verksam som avelshingst vid Deo Volente Farms i New Jersey.